# Monkspath Garage
Monkspath Garage Limited war ein britischer Hersteller von Automobilen.

## Unternehmensgeschichte
Das Unternehmen aus der Stratford Road in Solihull in der Grafschaft West Midlands unter Leitung von John Churchley war in den 1950er Jahren im Automobilbereich tätig. 1955 übernahm es von Swallow Coachbuilding Co. nach dessen Produktionsaufgabe viele Teile für den Swallow Doretti. Ebenso vertrieb es in den 1950er Jahren Fahrzeuge von Ken Muggleton als Kenmar. Ab 1958 setzte Monkspath dessen Produktion fort. Der Markenname lautete nun Shirley. 1961 endete die Produktion. Insgesamt entstanden etwa 200 Exemplare beider Markennamen.

## Fahrzeuge
Die Fahrzeuge basierten auf Fahrgestellen von Ford of Britain. Dabei handelte es sich um die Modelle Ford Eight und Ford Ten. Ein Vierzylindermotor trieb die Fahrzeuge an. Zur Wahl standen zwei- und viersitzige Aufbauten. Die Karosserien bestanden aus Fiberglas.